# Ennsberg
Der Ennsberg ist ein 1373 m ü. A. hoher Nebengipfel des Hühnerkogels (1474 m) im oberösterreichischen Ennstal. Er gehört zum Almkogelmassiv im Dürrensteigkamm, auf dessen östlichen Seitengrat sein Gipfel liegt. Der Ennsberg ist der Hausberg von Kleinreifling, das an seinem Ostfuß an der Enns liegt. Der Seitengrat des Hühnerkogels wird im Nordwesten vom Graben bei Küpfern, im Süden vom Hammergraben vom Almkogel getrennt, der Verbindungssattel nennt sich Übergang und liegt auf 1216 m.
Dem Gipfel kann man sich auf dem markierten Wanderweg zum Hühnerkogel weglos bis auf etwa 50 Höhenmeter nähern, er ist aber im Vergleich zum baumfreien Hühnerkogel-Gipfel mit seinem großen und mit einem Edelweiß verzierten Gipfelkreuz weniger lohnend. Letzterer ist von Kleinreifling – steil über Dürreck oder bis zum Ennsboden auf der Forststraße über Am Berg ebenso zu begehen wie durch einen der Gräben und über den Übergang.

## Geologie
Der Ennsberg befindet sich im Bereich der Weyerer Bögen, in der die tektonischen Strukturen in Nord-Süd-Richtung verlaufen. Der Bereich östlich des Almkogelgipfels ist hauptsächlich aus Hauptdolomit der Lunzer Decke aufgebaut.